# Campeonato Sul-Americano de Futebol Feminino Sub-17 de 2012
O Campeonato Sul-Americano Feminino Sub-17 de 2012 foi a terceira edição da competição organizada pela Confederação Sul-Americana de Futebol (CONMEBOL) para jogadoras com até 17 anos de idade. A competição contou com 10 participantes e o país anfitrião foi a Bolívia. A Seleção Brasileira se sagrou bicampeã do torneio.

## Equipes participantes
Todas as dez federações filiadas à CONMEBOL participaram do evento:
| - Argentina - Bolívia - Brasil - Chile - Colômbia | - Equador - Paraguai - Peru - Uruguai - Venezuela |

## Sede
Os jogos foram disputados nas cidades de Sucre e Santa Cruz de la Sierra.

## Fórmula de disputa
As dez seleções foram divididas em dois grupos de cinco, nos quais se enfrentaram em turno único. As duas primeiras colocadas de cada chave se classificaram para o quadrangular final, também disputado em turno único.

## Premiação
| Campeonato Sul-Americano Sub-17 Feminino de 2012 |
| Brasil                                           |
| ------------------------------------------------ |
| BRASIL Campeã (2º título)                        |